# Jan Wong
Jan Wong (黄明珍, pinyin: Huáng Míngzhēn) (Montreal, 1953) é uma jornalista canadense de origem chinesa.
É filha de Bill Wong, fundador dos buffets/restaurantes Bill Wong. Atualmente ela escreve no The Globe and Mail, um jornal com base em Toronto.
Comunista e maoísta, na época da Revolução Cultural abandonou a Universidade McGill e voou para a China, onde era uma das raras estudantes aceitas na Universidade de Pequim. Porém, ela gradualmente foi se desiludindo com a ideologia do partido e regressou ao Canadá.
Mais tarde cursou jornalismo na Universidade Colúmbia, e voltou à China, muitos anos mais tarde, como correspondente estrangeira do The Globe and Mail, onde entre outras coisas, cobriu a A Revolta da Praça de Tian'anmen. Escreveu um livro sobre a sua experiência, chamado Red China Blues, que foi proibido na China. Depois de nova viagem ao país, no final da década de 1990, escreveu outro livro, intitulado Jan Wong's China, uma visão pessoal da sociedade, da economia e da política moderna chinesa.